# ピブロクト
ピブロクト(piblokto)またはピブロクトク(pibloktoq)、北極ヒステリー(Arctic hysteria)は、北極圏におけるイヌイット社会に多く見られる精神疾患の一つとして名づけられた名称である。ピブロクトは、イヌイットに特有の文化依存的ヒステリー反応であり、非合理的または危険な行動を取った後、その出来事についての記憶を失うことがある。傾向としては、特にイヌイットの女性に多く認められ、また冬季に多く見られる。 ピブロクトは文化依存症候群の一例とされてきたが、近年では（後述の「懐疑論」参照）その実在性自体に疑問を呈する研究もある。ピブロクトは、精神障害の診断と統計マニュアル第4版（DSM-IV）の文化依存症候群の用語集にも記載されている。

## 歴史
ピブロクトが初めて文献に記録されたのは1892年であり、ヨーロッパの探検家たちはこれを北極地域全体に共通する現象として記述した。中でも、ロバート・ピアリー提督は、グリーンランド探検の際にこの障害について詳細に観察を残している。ピアリーらの観察によれば、イヌイットの女性たちの行動は娯楽的なもので、女性たちの男性パートナーが任務で不在の間に性的関係が築かれたとされている。 ピブロクトは先住民に限らず、19世紀の漂流した船乗りたちにも同様の症状が見られたとの報告もある。この障害は西洋との接触以前から存在し、現在でも発生しているとされる。 しかしながら、後述するように、現代の医療人類学や文化精神医学における議論では、文化依存症候群という概念そのものが植民地主義的出会いの産物である可能性が指摘されている。

## 起源
ピブロクトは主にグリーンランド北部のイヌイット文化に見られるが、イヌイット以外にも、19世紀に北極で座礁したヨーロッパの船員にも類似の症状が報告されている。イヌイットの間では、この発作は特異なものとは見なされておらず、現地における理論的な説明は報告されていない。この状態は主に女性に発生するとされる。 また、極夜の時期に最も多く発生するとされている。

## 症状
ピブロクトは、突然発生する解離性健忘であり、社会的引きこもり、興奮、けいれんと昏迷、回復の4段階に分けられる。 Wen-Shing TsengはFoulksによる事例を以下のように紹介している：
A夫人は30歳の女性で、過去3年間に「奇妙な体験」を繰り返している（母の死以降に）。最初の発作では攻撃的で自傷行為を試みた。症状は15分ほどで終了し、その間の記憶はなかった。2回目の発作では雪の中を裸で走り回り、症状は30分続いた。

## 原因
ピブロクトの明確な原因は不明であるが、西洋の研究者は太陽光の欠如、極端な寒さ、孤立した村の状態などが関係している可能性を指摘している。 
文化依存症候群としてのピブロクトは、ビタミンA過剰症との関連が示唆されている。 イヌイットの食事では、魚や海獣の肝臓、腎臓、脂肪を摂取することが多く、これが原因である可能性がある。これらの臓器には高濃度のビタミンAが含まれており、ホッキョクグマやアゴヒゲアザラシの肝臓などは人間にとって致死的となることがある。
イヌイットの伝統では、ピブロクトは悪霊による憑依とされ、シャーマニズムやアニミズムが信仰の中心をなしている。アングクック（呪術師）は、精霊と交信し癒しを行う。ピブロクトの発作では、自然に収束させるのが一般的な対処法である。類似する疾患（例：てんかん）と混同されることもあるが、多くの場合は無害である。

## 懐疑論
ピブロクトは歴史的記録および医学文献に登場するが、その存在に疑問を持つ北極研究者や住民も多い。探検家たちの体験や行動こそが、現象の根源であった可能性が指摘されている。
1988年、パークス・カナダの歴史家ライル・ディックは、ピブロクトの概念そのものに異議を唱えた。ディックは探検家たちの記録と民族誌・言語学的資料を再検討し、学術的な議論の多くがわずか8件の事例に基づいており、また「piblokto」という語は現地語のイヌクトゥン語には存在しないことを指摘した。これは音声転写の誤りによるものかもしれないとしている。

同様に、ヒューズとサイモンズは、ピブロクトをシャーマンの儀式や性暴力への抵抗、不安障害などを一括りにした「概念の寄せ集め」であるとし、それが新たな診断ラベルとして固定化されたと批判している。 さらに、精神科医ローレンス・キルマイヤーは次のように述べている：
ピブロクトは、突発的で錯乱した行動を特徴とする文化依存症候群として多くの精神医学文献に登場する。だが近年、歴史家ライル・ディックは全記録を検証し、それが性的搾取を診断名に変換しただけである可能性を指摘した。我々は、社会的文脈を無視した結果、植民地主義的偏見の産物としての診断を生み出したのである。

## 関連文献
- Higgs, Rachel D. (2011) "Pibloktoq - A study of a culture-bound syndrome in the circumpolar region," The Macalester Review: Vol. 1: Iss. 1, Article 3.
- Landy D (1985). “Pibloktoq (hysteria) and Inuit nutrition: possible implication of hypervitaminosis A”. Soc Sci Med 21 (2):  173–85. doi:10.1016/0277-9536(85)90087-5. PMID 4049004.
- Littleton, K (1962). “Psychosis in inuit society”. American Anthropologist 64:  76–96. doi:10.1525/aa.1962.64.1.02a00080.
- Morton R (1978). “Hypervitaminosis A”. Soc Sci Med 11 (4):  90–142.
- Parker, S (1962). “Eskimo psychopathology in the context of Eskimo personality and culture”. American Anthropologist 64:  76–96. doi:10.1525/aa.1962.64.1.02a00080.